# De Vier Winden (Hoogwoud)
De Vier Winden is een poldermolen in Langereis, in het buitengebied van Opmeer. De molen is in 1891 gebouwd voor bemaling van de polder De Lage Hoek, ter vervanging van een molen die een jaar eerder door blikseminslag was afgebrand. De Vier Winden was aanvankelijk uitgerust met een stalen vijzel, die in 1972/73 is verlengd, maar momenteel ligt er weer een houten vijzel in de vijzelkom.
In 1960 sloeg de molen tijdens een storm op hol, waarbij nog net kon worden voorkomen dat hij afbrandde. De molen is nog steeds maalvaardig en bij grote wateroverlast wordt samen met het gemaal de waterstand van de polder op peil gehouden. De molen is een achtkante grondzeiler, dat wil zeggen dat de bediening van de vang (rem) en het voorleggen van de zeilen op de wieken geschiedt vanaf de grond. Deze molen is zoals bijna alle poldermolens in Noord-Holland een binnenkruier, de kap met het gevlucht wordt met behulp van het kruirad in de kap op de wind gezet. De kap draait op 56 rollen van iepenhout. Een ijzeren pal moet voorkomen dat het wiekenkruis de verkeerde kant op gaat draaien.
De houten vijzel heeft een diameter van 1,9 m en de vijzelbalk zelf heeft een diameter van 60 cm, deze vijzel brengt het water 1,9 m omhoog en bij voldoende wind is de capaciteit circa 50 à 60 kubieke meter per minuut. Het wiekenkruis maakt dan 20 omwentelingen per minuut, in molenaarstaal heet het dat de molen draait met 80 enden en de uiteinden van de wieken hebben dan een snelheid van ±99 km/h. De kap van de molen heeft een afwijkende vorm ten opzichte van de andere binnenkruiers van Noord-Holland, op speciaal verzoek van de toenmalige molenaar is de kap bij de herbouw van de molen in 1891 hoger gemaakt zodat de molenaar makkelijker de bovenas kon smeren. Dit smeren geschiedt overigens nog steeds met reuzel (het buikvet van een varken) want er is geen mineraal vet dat dezelfde eigenschappen heeft als het dierlijke vet, ook wordt wel rundvet gebruikt en paardenvet vindt ook zijn toepassingen op de molens. De molen is tot 1943 beroepshalve in werking geweest maar het in 1942 naast de molen gebouwde elektrische vijzelgemaal heeft de maalfunctie overgenomen, nu maalt De Vier Winden op vrijwillige basis. In de molen bevindt zich nog steeds een woning. De molen is alleen met Nationale Molen- en Gemalendag en op Open Monumentendag te bezichtigen.